# 奇跡の絆
『奇跡の絆』（原題:Same Kind of Different as Me）は2017年に公開されたアメリカ合衆国の宗教映画である。監督はマイケル・カーニー、主演はグレッグ・キニアが務めた。本作はロン・ホール、デンヴァー・ムーア、リン・ヴィンセントが2006年に発表したノンフィクション『Same Kind of Different as Me』を原作としている。なお、本作は日本国内で劇場公開されなかったが、Amazonでの配信が行われている。

## 概略
画商のロン・ホールは妻のデボラに浮気がバレたため、罰として奉仕活動に励むこととなった。奉仕活動中、あるホームレス（デンヴァー・ムーア）の顔を見たデボラは驚愕した。デンヴァーの顔が自分の夢によく出てくる男の顔に酷似していたためである。デボラはデンヴァーとの出会いを神の導きによるものと確信し、ロンと一緒にデンヴァーの自立を手助けすることにした。当初、独善的な性格のロンは嫌々奉仕活動を行っていたが、デンヴァーとの交流を通して、他者に手を差し伸べることの大切さを学んでいくことになった。

## 登場人物・キャスト
※ 括弧内は日本語吹き替え（オンデマンド配信版にのみ収録）
- ロン・ホール - グレッグ・キニア（神奈延年）
- デビー・ホール - レニー・ゼルウィガー（落合るみ）
- デンヴァー・ムーア - ジャイモン・フンスー（竹田雅則）
- アール・ホール - ジョン・ヴォイト（廣田行生）
- リーガン・ホール - オリヴィア・ホルト（相川奈都姫）
- カーソン・ホール - オースティン・フィルソン
- トミー・ホール - ジェラルディン・シンガー
- ジュリオ・ララス - ダニエル・ザカパ
- ウィロー - デイナ・グーリエ
- ジム - トーマス・フランシス・マーフィ
- クララ - アン・マホーニー
- ティニー - テオダス・クレイン

その他の日本語吹き替え出演者
- 蓮岳大、八百屋杏、藤田奈央、神尾晋一郎、金城大和、藏合紗恵子、俊藤光利、小田柿悠太、西谷修一、益山武明、庄司まり、川原慶久

日本語版スタッフ
- 演出：工藤美樹
- 翻訳：税田春介
- 制作：ACクリエイト

## 製作
2014年10月20日、パラマウント映画が小説『Same Kind of Different as Me』の映画化を進めており、レニー・ゼルウィガーの起用が決まったとの報道があった。28日、グレッグ・キニア、ジョン・ヴォイト、ジャイモン・フンスーがキャスト入りした。11月7日、オリヴィア・ホルトが本作に出演することになったと報じられた。
本作の主要撮影は2014年10月27日に始まり、同年12月19日に終了した。

## 公開・マーケティング
アメリカでの配給を行うパラマウント映画は本作を2016年4月29日に公開すると発表したが、後に公開日は2017年2月3日に延期された。2016年12月30日、ピュア・フリックス・エンターテインメントが本作の配給権をパラマウントから買い取り、2017年10月20日に全米公開する予定だと報じられた。
2017年8月7日、本作のオフィシャル・トレイラーが公開された。

## 興行収入
本作は『タイラー・ペリーのまた出たぞ〜! マデアのハロウィン2』、『ジオストーム』、『オンリー・ザ・ブレイブ』、『スノーマン 雪闇の殺人鬼』と同じ週に封切られ、公開初週末に320万ドル前後を稼ぎ出すと予想されていたが、実際の数字はそれを下回るものとなった。2017年10月20日、本作は全米1362館で公開され、公開初週末に259万ドルを稼ぎ出し、週末興行収入ランキング初登場12位となった。

## 評価
本作に対する批評家の評価は伸び悩んでいる。映画批評集積サイトのRotten Tomatoesには9件のレビューがあり、批評家支持率は33%、平均点は10点満点で5.32点となっている。また、Metacriticには7件のレビューがあり、加重平均値は47/100となっている。